# Degredado
Un degredado es el término tradicional portugués para el exilio de un convicto, especialmente entre los siglos XV y XVIII.
El término degredado (etimológicamente, «decretado», del latín decretum) es un término jurídico tradicional portugués utilizado para referirse a cualquier persona que estuviera sujeta a restricciones legales de movimiento, habla o trabajo. El exilio es solamente una de las varias formas de impedimento legal. Pero con el desarrollo del sistema de destierro penal portugués, el término degredado se convirtió en sinónimo de exiliados convictos, y el propio exilio se denominó degredo.

## Antecedentes
La mayoría de los degredados eran delincuentes comunes, aunque muchos eran prisioneros políticos o religiosos —por ejemplo, los cristianos nuevos «reincidentes»—, que habían sido condenados a ser exiliados del Reino de Portugal. La sentencia no siempre era directa, muchos habían sido condenados a largas penas de prisión —incluso a muerte—, pero tomaron la opción de que sus sentencias fueran conmutadas por un período más corto de exilio en el extranjero, al servicio de la corona.
Los degredados desempeñaron un papel importante en la época de los descubrimientos portugueses y tuvieron una importancia extraordinaria en el establecimiento de las colonias portuguesas en ultramar, en particular en África y el Brasil.
Con el tiempo, la mayoría de ellos serían dejados en una colonia o —especialmente en los primeros años— abandonados en una orilla desconocida, donde permanecerían durante la duración de su sentencia. A muchos se les daban instrucciones específicas en nombre de la corona, y si las cumplían bien, podían ganar la conmutación o el perdón. Las instrucciones comunes incluían ayudar a establecer puestos y almacenes, servir como trabajadores en una nueva colonia, o guarnecer un fuerte en ciernes. Los degradados abandonados en costas desconocidas —conocidos como lançados, literalmente «los lanzados»— a menudo recibían instrucciones para realizar trabajos de exploración en el interior, buscando ciudades de las que se rumoreaba, estableciendo contacto con pueblos desconocidos. Algunos degredados alcanzaron cierta fama como exploradores del interior, haciendo su nombre casi tan famoso para la posteridad como el de los propios grandes capitanes descubridores —por ejemplo, António Fernandes—.
Aunque muchos se desempeñaron lo suficientemente bien como para que sus sentencias fueran reducidas o perdonadas como recompensa, probablemente otros tantos simplemente ignoraron los términos de su exilio. Algunos abandonaron el barco por el camino, normalmente en un puerto relativamente seguro, en lugar de permitir que los dejaran en alguna costa distante y peligrosa. Otros se colaron en barcos que regresaban a Portugal —o a algún otro país europeo— en su primera oportunidad. Algunos se marcharon y formaron colonias de «proscritos», lejos del ojo supervisor de los funcionarios de la corona. Otros «se volvieron nativos», construyendo una nueva vida propia entre los habitantes locales, borrando su pasado por completo —por ejemplo, el Cosme Fernandes llamado también el «Bachiller de Cananeia»—

## Historia
En los primeros años de los descubrimientos portugueses y de la construcción del imperio en los siglos XV y XVI, los barcos de partida solían llevar un pequeño número de degredados, para ayudar en las tareas consideradas demasiado peligrosas u onerosas para la tripulación ordinaria; por ejemplo, al llegar a una costa desconocida, uno o dos ellos solían desembarcar primero para comprobar si los habitantes nativos eran hostiles. Una vez establecido el contacto inicial, a los degredados se les asignaba a menudo la tarea de pasar las noches en la ciudad o aldea nativa —mientras el resto de la tripulación dormía a bordo de los barcos—, para fomentar la confianza y reunir información. Si las relaciones se volvían hostiles, eran ellos los que se encargaban de la peligrosa tarea de llevar las condiciones de negociación entre los barcos y los gobernantes locales.
En los siglos XVI y XVII, los degredados formaron una porción sustancial de los primeros colonos del imperio portugués. Los enclaves marroquíes, las islas del Atlántico, la São Tomé y Príncipe portuguesa y las colonias africanas más distantes, como la Angola portuguesa, Benguela y la Mozambique portugués, se construyeron y se poblaron significativamente —en su mayoría— con degredados. Muchas de las colonias brasileñas originales también fueron fundadas con colonos degradados, por ejemplo, Vasco Fernandes Coutinho llevó unos setenta degredados para fundar Espírito Santo en 1536; el gobernador real Tomé de Sousa llevó unos 400-600 degredados para establecer Salvador, la capital original del Brasil portugués, en 1549.

## Famososdegredados

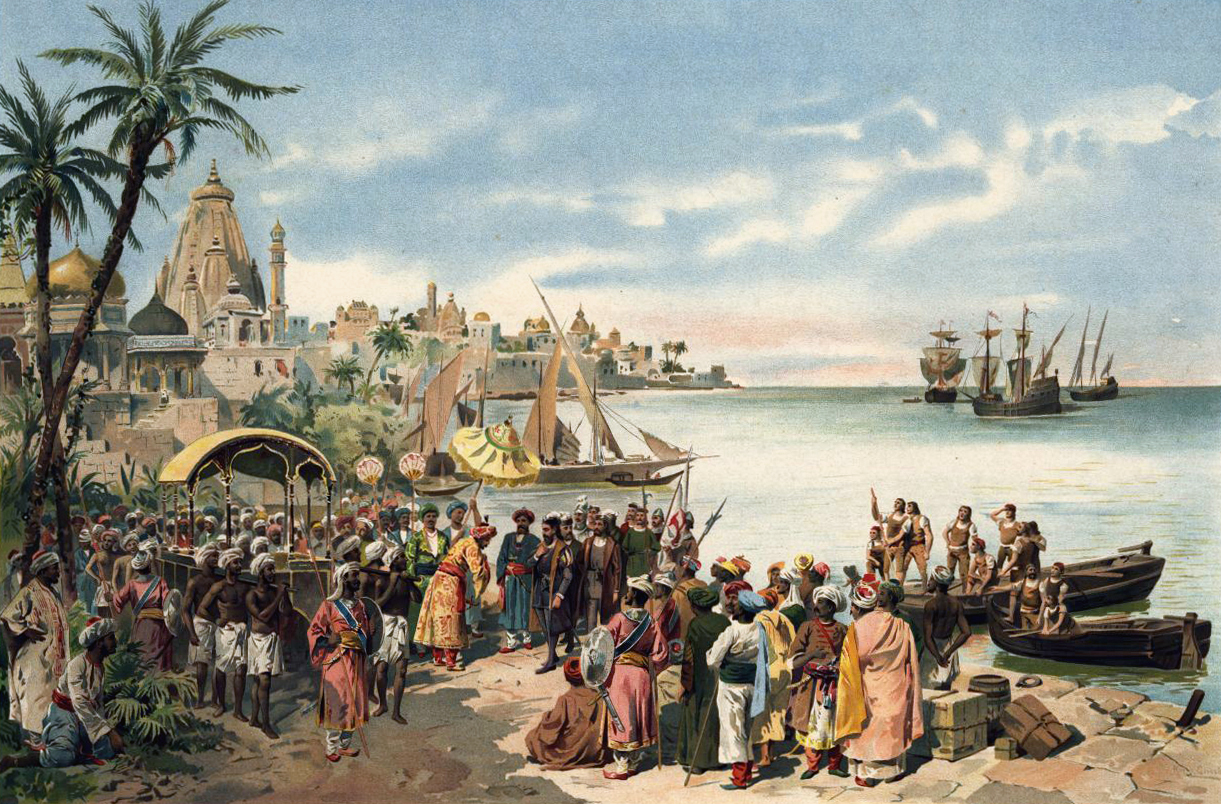
Desembarco de la expedición portuguesa en Kozhikode, India.

- João Nunes un cristiano nuevo degredado por Vasco da Gama en la primera expedición a la India. Debido a sus rudimentarios conocimientos del hebreo y el árabe, Nunes fue el primero en desembarcar en Kozhikode, en la zona sur del estado indio de Kerala, y es Nunes (no Gama) quien pronunció la famosa frase «Vinimos a buscar cristianos y especias».[5]
- Luís de Moura, un degredado tomado por Pedro Álvares Cabral en la segunda armada (1500). Dejado en África Oriental, Moura serviría durante muchos años como el efectivo factor portugués y representante del sultán de Malindi, un importante aliado portugués en África Oriental.
- António Fernandes - un antiguo carpintero que había sido exiliado a Sofala en 1500 o 1505; Fernandes realizó una serie de viajes de exploración por tierra en 1512-1515, a 300 millas de profundidad en las tierras de Monomotapa y Matabeleland.
- Cosme Fernandes o «Bacharel de Cananéia», un misterioso cristiano nuevo degredado conocido simplemente como «el Bachiller».[6] Abandonado en la costa del sur de Brasil en 1502, pasó a convertirse en un importante cacique de los indios  carios alrededor de Cananéia. En 1533, dirigió una famosa incursión para saquear y destruir la colonia portuguesa de São Vicente.
- João Ramalho era un degredado o un náufrago —no se sabe ciertamente—, que quedó en el sur de Brasil hacia 1511. Ramalho se estableció como un cacique menor entre los Tupiniquim de la meseta de Piratininga. A diferencia del «Bacharel», Ramalho ayudó a los portugueses a establecerse en São Vicente (1532) y más tarde en São Paulo (c. 1550).